# 945-й Главный центр космической геодезии, навигации и картографии
945-й Гла́вный центр косми́ческой геоде́зии, навига́ции и картогра́фии (до 2013 г. — 185-й центральный аэрофотогеодезический отряд (185 ЦАФГО)) — воинское формирование в структуре Топографической службы Вооружённых сил СССР, а затем и Вооружённых сил России; сокращённое наименование — ФБУ «945 ГЦКГНИК» МО РФ; условное — войсковая часть 67978.
Центр дислоцирован в подмосковном посёлке Большие Вязёмы, Одинцовского района. Сформирован в 1981 году на настоящем месте.
945 ГЦКГНИК — гарнизонообразующая часть, её командир является также начальником Маловязёмского гарнизона.

## Основные функции
Центр решает задачи картографического обеспечения штабов и войск (сил), включая оперативную подготовку специальных материалов по заказу и в интересах Генерального штаба вооружённых сил Российской Федерации.

## История
Разработка и создание в конце 60-х годов XX века автоматизированных систем управления войсками (силами) и средств навигации потребовала создания большого количества микрофишей и микрофильмов топографических и специальных карт. Одновременно назрел вопрос увеличения издания и хранения установленных неснижаемых запасов карт на театры военных действий (ТВД), так как существующие военно-картографические фабрики не справлялись с объёмами по печати, а складские ёмкости были перегружены.
Данные обстоятельства потребовали создания дополнительного картоиздательского и микрофильмирующего производства и в начале 1970 года начальнику ВТУ ГШ генерал-лейтенанту Николаеву А. С., руководством Генерального штаба, была поставлена задача подготовить предложения по созданию такого производства на территории Московской области.
В связи с этим, во главе с заместителем начальника ВТУ полковником Афанасьевым Б. Г., была создана комиссия, которая рассмотрела несколько вариантов расположения данного объекта на землях военного ведомства и остановилась на участке в посёлке Городок-17 (Ныне в составе Больших Вязём).
В 1974 году было получено согласие на строительство, началось согласование строительного проекта и подготовка технического задания на оснащение объекта техникой.
В 1978 году на ВТУ ГШ была возложена задача по созданию в короткие сроки цифровых карт на ТВД для навигации крылатых ракет стратегического назначения. В сложившейся обстановке командование приняло решение об уточнении проекта строительства с выделением одного из корпусов под создание цифровых карт.
В конце 1979 года, с выходом в свет директивных документов и утверждённого штата начался процесс формирования 185-го центрального аэрофотогеодезического отряда.
В августе 1980 года временное исполнение обязанностей командира отряда было возложено на подполковника Христича И. П. (в дальнейшем — начальника штаба), а главного инженера — на подполковника Абросимова Н. А.
Кандидатура первого командира отряда полковника Черемисина М. И. была выбрана в конце 1980 года, а в январе 1981 года он приступил к выполнению обязанностей, приняв заботу о комплектовании и обустройстве строящейся части.
Строительство объекта под номером 177/107 вели военные строители во главе с подполковником Будзинским Б. Ф..
В 1984 году комплекс корпусов был сдан, работы по обустройству и укомплектованию личным составом, оснащению техникой закончены. 185 ЦАФГО приступил к выполнению задач по предназначению.
В последующие годы отряд внёс свой достойный вклад в топогеодезическое обеспечение Вооружённых сил, стойко вынес непростые 1990-е годы, сохранил целостность, профессионализм и преданность делу.
В 2010 году, в ходе реорганизации вооружённых сил, произошло существенное численное сокращение личного состава отряда, основной удар пришёлся по офицерским кадрам, также были выведены из штата военнослужащие срочной службы.
В 2013 году на базе отряда был сформирован 945 Главный центр космической геодезии, навигации и картографии.
В настоящее время центр комплектуется военнослужащими на контрактной основе и гражданским персоналом.

## Расквартировка
Часть располагает военным городком (Городок-17), вошедшим в 2001 году в состав посёлка Большие Вязёмы.

## Общественно-политическая жизнь
Учитывая тот факт, что 945 ГЦКГНИК является гарнизонообразующей частью, а её командир исполняет функции начальника Маловязёмского гарнизона, центр принимает активное участие в общественно-политической жизни района.
Уже много лет центр (а до этого, отряд) шефствует над детскими образовательными учреждениями Городка-17 — детским садом № 70 и Маловязёмской общеобразовательной школой. Командование части предоставляет спортивный зал для занятий спортом детей, проводит военно-патриотические игры, в клубе части проходят торжественные мероприятия и выпускные вечера.

## Командиры
- полковник Черемисин Михаил Иванович (с 1981 по 1990 гг.);
- полковник Сорокин Олег Константинович (с 1990 по 1992 гг.);
- полковник Шаповал Владимир Георгиевич (с 1992 по 1998 гг.);
- полковник Семененко Александр Юрьевич (с 1998 по 2007 гг.);
- полковник Козловский Дмитрий Николаевич (с 2007 по 2010 гг.);
- подполковник Бутырин Валерий Валерьевич (с 2010 по 2012 гг.);
- полковник Бабич Александр Васильевич (с 2012 по 2013 гг.);
- полковник Межидов Игорь Шутдинович (с 2013 по 2018 гг.)[5].